# 慈胤法親王
慈胤法親王（1617年4月18日—1700年1月21日），幼名清宮，是日本江戶時代前期的法親王，生父母是後陽成天皇及大中臣氏，後水尾天皇和高松宮好仁親王的異母兄弟。他也是天台宗三千院的門跡，院號常修院。

## 履歷
寬永六年（1629年）接受親王宣下，次年（寬永七年、1630年）得度，師承承快法親王及繼承梶井門跡（三千院）。後在寬永十九年（1642年）、慶安三年（1650年）、明曆元年（1655年）三度任天台座主，而其茶道及和歌也十分優秀。
| 宗教頭銜            | 宗教頭銜 | 宗教頭銜          |
| ------------------- | --- | ----------------- |
| 前任： 承快法親王   | 三千院門跡 第44世 | 繼任： 盛胤法親王 |
| 前任： 堯然法親王   | 天台座主 第172世 1643年2月16日－1644年12月4日 第176世 1650年3月1日－1653年2月17日 第180世 1656年1月21日－1663年11月10日 | 繼任： 尊純法親王 |
| 前任： 良尚入道親王 | 天台座主 第172世 1643年2月16日－1644年12月4日 第176世 1650年3月1日－1653年2月17日 第180世 1656年1月21日－1663年11月10日 | 繼任： 尊純法親王 |
| 前任： 尊敬法親王   | 天台座主 第172世 1643年2月16日－1644年12月4日 第176世 1650年3月1日－1653年2月17日 第180世 1656年1月21日－1663年11月10日 | 繼任： 堯恕法親王 |